# Liste des chaînes de télévision en Azerbaïdjan
Pour les autres articles nationaux ou selon les autres juridictions, voir Liste des chaînes de télévision par pays.
Cet article présente une liste non exhaustive de chaînes de télévision en Azerbaïdjan. La télévision y fut introduit en 1956 à la suite de la création d'Azərbaycan Televiziya (AzTV), lorsque l'Azerbaïdjan était encore connu sous le nom de RSS d'Azerbaïdjan.

## Chaînes de télévision nationales

### Publiques
| Nom              | Propriétaire                                   | Crée |
| ---------------- | ---------------------------------------------- | ---- |
| AzTV             | Compagnie de Radio et Télévision d'Azerbaïdjan | 1956 |
| İdman Azərbaycan | Compagnie de Radio et Télévision d'Azerbaïdjan | 2009 |
| İTV              | Société de radio-télévision d'Azerbaïdjan      | 2005 |
| Mədəniyyət TV    | Compagnie de Radio et Télévision d'Azerbaïdjan | 2011 |
| Source           |                                                |      |

### Privées
| Nom                | Propriétaire                              | Crée |
| ------------------ | ----------------------------------------- | ---- |
| ANS TV             | AnsPress                                  | 1991 |
| Space TV           | Vagif Mustafayev                          | 1997 |
| Lider TV           | Media Holding Ltd                         | 2000 |
| ATV                | Société de radio-télévision d'Azerbaïdjan | 2000 |
| Xazar TV           | Ahmad Gül                                 | 2007 |
| CBC                | Caspian Broadcasting Company de SOCAR     | 2013 |
| Region TV          | Azerbaijani TV Network                    | 2014 |
| IQ TV              | Azer-Sat                                  | 1995 |
| Azadliq Radyosu TV | VOA                                       | 1990 |
| Zuhur TV           | MFS                                       | 2013 |
| InterAz            | Group AZ                                  | 2007 |
| Bütöv Azerbaycan   | B&B                                       | 2010 |
| Source             |                                           |      |

## Chaînes de télévision régionales
| Nom              | Propriétaire                           | Crée | Région       |
| ---------------- | -------------------------------------- | ---- | ------------ |
| Alternativ TV    | Alternativ-Tele-Radio                  | 2001 | Gandja       |
| AOLTV            | "A" MMC                                | 2004 | Tartar       |
| AS-TV            | Société AS TV                          | 2007 | Astara       |
| El TV            | El TV MMC                              | 2009 | Ievlakh      |
| Türkel TV        | "TÜRKEL TV" MMC                        | 2010 | Tovuz        |
| News2 TV         | "A" MMC                                | 2003 | Barda        |
| Shirvan TV       | Region Company                         | 2002 | Chirvan      |
| B1 TV            | "N" AMC                                | 2006 | Naftalan     |
| Aygün TV         | AgMMC                                  | 1996 | Abcheron     |
| Canub TV         | Société Cənub TV Mahdud Masuliyyatli   | 2006 | Lankaran     |
| Daily Azerbaijan | DA1                                    | 2013 | Zaqatala     |
| Sumgait TV       | Sumgait City Radio & TV Company        | 2001 | Soumgaït     |
| RTV              | Société RTV Mahdud Masuliyyatli        | 2007 | Khachmaz     |
| Regional TV      | ASB+                                   | 2007 | Chamakhi     |
| Kanal-S          | Société Kanal-S Mahdud Masuliyyatli    | 2008 | Shaki        |
| Kanal 35         | NMR                                    | 2004 | Nakhitchevan |
| Kanal N          | NMR                                    | 2007 | Ordoubad     |
| Yevlakh TV       | Société Yevlakh TV Mahdud Masuliyyatli | 2006 | Ievlakh      |
| Simurg TV        | Simurq M TV Company                    | 1996 | Soumgaït     |
| Simurg M TV      | Simurq M TV Company                    | 1995 | Soumgaït     |
| Intimacy TV      | East-West Company                      | 2012 | Imishli      |
| Mingachevir TV   | Vahid Mammadov                         | 1998 | Mingachevir  |
| Qütb TV          | Qütb Teleradio                         | 1995 | Quba         |
| LL 33            | SSMCC                                  | 1998 | Dashkasan    |
| SM TV            | SSMCC                                  | 2002 | Shamkir      |
| TVT              | Tovuz Production                       | 1998 | Tovuz        |
| PTV              | PLOC                                   | 2011 | Qax          |
| Razi TV          | Télévision et Radio Razi               | 2014 | Beylaqan     |
| Kapaz TV         | Kapaz TV Company                       | 1993 | Gandja       |
| Xayal TV         | Xayal Independent TV and Radio         | 1998 | Quba         |
| Dünya TV         | Dünya TV Company                       | 1999 | Soumgaït     |
| Source           |                                        |      |              |

## Chaînes disparues

### Publiques
| Nom    | Crée | Cessé |
| ------ | ---- | ----- |
| AzTV 2 | 1992 | 2005  |
| Source |      |       |

### Privées
| Nom           | Crée         | Cessé         |
| ------------- | ------------ | ------------- |
| ABA           | Juillet 1999 | Juillet 2001  |
| Baku TV       | 1993         | 1996          |
| BMTI          | Août 1993    | Mai 1994      |
| Lankaran TV   | Avril 2000   | Décembre 2005 |
| LTV           | 1996         | 2002          |
| KL 350        | 1991         | 1991          |
| STV           | Juin 2000    | Octobre 2005  |
| Shou+ TV      | 1999         | 2008          |
| Super Channel | 1993         | 1994          |
| Sara TV       | 1992         | 1999          |
| Tolerance TV  | 2004         | 2009          |
| TTR-TV        | 1997         | 2003          |
| Umid TV       | 2005         | 2012          |
| Yevlakh TV    | 2005         | 2005          |
| Source        |              |               |